# Bedum
Bedum é um município dos Países Baixos localizado na província da Groninga.